# 利文斯凱
49°7′55″N 34°31′2″E / 49.13194°N 34.51722°E
利文西克（羅馬化：Livenske）是位於烏克蘭中部波爾塔瓦州裏波爾塔瓦區的村莊，分別距離胡巴里夫卡0.5公里和舍迪耶韋1公里，面積2.57平方公里，海拔高度75米，2001年人口639。